# McDonough County
McDonough County is een county in de Amerikaanse staat Illinois.
De county heeft een landoppervlakte van 1.526 km² en telt 32.913 inwoners (volkstelling 2000). De hoofdplaats is Macomb.

## Bevolkingsontwikkeling

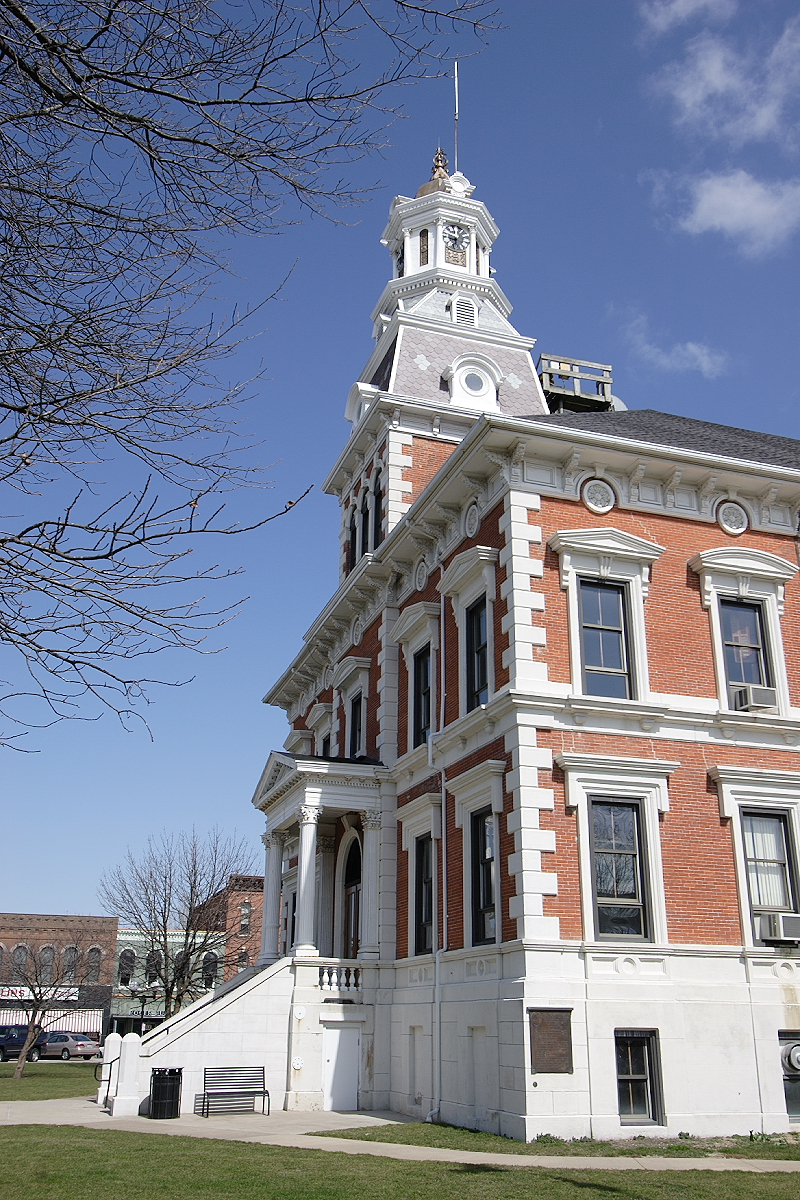
McDonough County Courthouse